# Шон Тунг
Нгуен Тхань Тунг (вьет. Nguyễn Thanh Tùng), известный по сценическому псевдониму как Шон Тунг M-TP (вьет. Sơn Tùng M-TP), род. 5 июля 1994 года Тхайбинь, Вьетнам) — вьетнамский певец, музыкант и актёр. Свою музыкальную карьеру певец начал благодаря синглам «Cơn mưa ngang qua» (2012) и «Em của ngày hôm qua» (2013). В 2017 году Тунг выпустил два сингла «Lạc trôi» и «Nơi này có anh», после которых его популярность ещё больше выросла. В этом же году певец выпустил первый сборник m-tp M-TP и автобиографию.
Тунг более четырёх лет проработал под лейблами Văn Production and WePro Entertainment до того момента, как в 2016 году основал свой лейбл M-TP Entertainment. В период с 2015 по 2016 певец провел свой первый концертный тур под названием «M-TP Ambition — Chuyến bay đầu tiên» (рус. «M-TP Ambition — Первый полёт»). Певец получил звание «Принц V-pop», ему было присуждено множество наград, в том числе награда MTV Europe Music Awards и Mnet Asian Music Awards, он также вошел в первую тридцатку людей до 30 лет в списке Forbes Vietnam.

## Личная жизнь и карьера

### 1994—2012: Ранняя жизнь и карьера
Нгуен Тхань Тунг родился 5 июля 1994 года в городе Тхайбинь в семье артистки музыкального театра тео и водителя. Также у Нгуен Тхань Тунга есть младший брат Нгуен Вьет Хоанг.
Семья обнаружила талант к пению, когда Нгуен Тхань Тунгу было два года. С восьми лет он начал участвовать в мероприятиях, организованных Центром детского творчества в Тхайбине, где научился играть на органе. Мать Тунга играла на гитаре, его отец тоже был не чужд музыки и играл на семи различных музыкальных инструментах. Несмотря на это, родители Нгуен Тхань Тунга возражали против того, чтобы их сын занимался музыкой и хотели, чтобы он больше сосредоточился на учёбе. Его отец хотел, чтобы Тунг изучал в университете экономику. Вопреки желанию отца, Тунг в школе регулярно участвовал в различных концертах и мероприятиях.
В 2009 году Тунг и его одноклассники создали свою группу, которая называлась Over Band, в это время Тунг начал писать свои песни и опубликовывать их на портале LadyKillah. В 2011 году репер Хоанг Ке, один из модераторов сайта, пригласил Тунга присоединиться к его хип-хоп группе Young Pilots. Young Pilots выпустили большое количество песен и стали известны во всем Вьетнаме. В это время Тунг берет себе псевдоним M-TP, что расшифровывается как «музыка» (music), «талант» (вьет. tài năng) и «стиль» (вьет. phong cách).
В октябре 2012 года песня Тунга «Cơn mưa ngang qua» («Дождь прошел») выиграла номинацию «Песня года» по версии музыкального ТВ-шоу «Bài hát yêu thích» (рус. «Любимая песня»). В том же году он стал лучшим поступающим, набравшим наибольший балл в консерваторию Хошимина. Однако в 2014 году Тунг ушел из консерватории из-за плотного графика и желания сосредоточится на карьере. В 2012 году он прошел отборочный тур в программу «Thần tượng Âm nhạc Việt Nam» (рус. «Музыкальный идол Вьетнама»), однако был исключён в первом туре.

### 2013—2015: Прорыв, споры об авторских правах и «Парень того года»
Шон Тунг выпустил три сингла в период с августа по декабрь 2013 года: «Nắng ấm xa dần» («Солнце постепенно уходит»), «Đừng về trễ và» («Не возвращайся поздно»), «Em của ngày hôm qua» («Вчерашний я»). Сингл «Em của ngày hôm qua» способствовал прорыву Шон Тунга в музыкальной индустрии, собрав более ста миллионов прослушиваний за три месяца на стриминговом сервисе Zing MP3. Вьетнамская программа «Любимая песня» (вьет. «Bài hát yêu thích») назвала «Em của ngày hôm qua» («Вчерашний я») песней месяца в феврале 2014 года. Тем не менее, впоследствии многие музыкальные работы Шон Тунга, включая и знаменитую «Em của ngày hôm qua» были признаны плагиатом. Певец опроверг обвинения в плагиате, назвав их «совершенно ложными». В 2014 году он признался прессе, что, действительно, скачивал инструментальные версии чужой музыки из интернета, однако не добавлял их в своих песни, а использовал для вдохновения в процессе создания собственных мелодий. В июне 2014 года продюсеры программы «Любимая песня» приняли решение убрать его треки из ротации. Музыкальная премия «Зеленая волна» (вьет. Giải Làn Sóng Xanh») убрала «Em của ngày hôm qua» («Вчерашний я») из списка номинантов того года.
Несмотря на скандал, связанный с обвинениями в плагиате, в июне 2014 года Шон Тунг получил предложение сыграть главную роль в биографическом фильме «Парень того года» (вьет. Chàng trai năm ấy), который повествует о жизни и смерти известного вьетнамского музыканта Ванби Туан Аня. Саундтрек к фильму был создан на основе двух песен Шон Тунга «Chắc ai đó sẽ về» («Может быть кто-то вернётся») и «Không phải dạng vừa đâu» («Выдающийся»).
В треке «Chắc ai đó sẽ về» было замечено заимствование инструментальной части песни корейского исполнителя Чон Юн Хва «Because I Miss You». Музыкальный лейбл FNC Entertainment, где записывался трек Чон Юн Хва, тщательно изучил две песни и подтвердил, что здесь нет нарушений авторских прав. Несмотря на этот факт, Министерство культуры, спорта и туризма Вьетнама пришло к выводу, что на песню Шон Тунга всё же «оказала сильное влияние» работа Юн Хва, и запретило песню «Chắc ai đó sẽ về» («Может быть кто-то вернётся») и показ фильма до тех пор, пока не будет выпущена новая версия трека. Фильм вышел в прокат лишь 31 декабря 2014 года. Музыкальный клип на песню «Không phải dạng vừa đâu» также был подвергнут критике. Многие издания сочли его оскорбительным по отношению к старому поколению музыкантов, однако впоследствии конфликт был улажен.
Фильм «Парень того года» собрал в прокате шестьдесят миллиардов донгов (2,8 миллиона долларов США) и стал одним из самых прибыльных вьетнамских фильмов всех времен. Шон Тунг получил награду «Золотой Воздушный Змей» (вьетнамский аналог премии Оскар) за лучшую мужскую роль, а его композиция «Chắc ai đó sẽ về» была признана песней года.
Впоследствии Шон Тунг попал в очередной скандал, связанный с лейблом Văn Production, с которым он сотрудничал. Дирекция лейбла отстранила его от работы на полгода за многочисленные нарушения контракта, в том числе за нарушение графика и отмену концертов без предварительного согласования с руководством компании. В январе 2015 года Шон Тунг расторг контракт с лейблом, обвинив компанию в невыполнении своих обязательств и эксплуатации артистов. Văn Production подала в суд на певца за неправомерное расторжение контракта и клевету, однако в ходе слушания было доказано, что расторжение контракта являлось правомерным. Шон Тунг выиграл суд, а затем подписал контракт с другим музыкальным лейблом WePro.

### 2015—2017: «Ремикс» и концерты
В январе 2015 года Шон Тунг участвовал в телевизионном музыкальном реалити-шоу «Ремикс», построенном в формате соревнований. Шон Тунг был в одной команде с DJ Чан Муном и музыкальным продюсером SlimV. Их конкурентами были другие известные во вьетнамской музыкальной сфере личности, такие как Дунг Ни и Ток Тиен. Целью соревнований было определить, какой команде удастся создать лучший музыкальный ремикс для этого шоу. В свою очередь участники также боролись между собой за титул «лучшего диджея». Музыкальные работы Шон Тунга, созданные в рамках этого шоу, получали широкое освещение в СМИ, мгновенно становились популярными, однако после шестого эпизода Тунг прекратил своё участие в шоу, сославшись на проблемы со здоровьем.
В июне 2015 года Шон Тунг записал трек «Tiến lên Việt Nam ơi!» («Вперёд Вьетнам») в поддержку сборной Вьетнама на Играх Юго-Восточной Азии. Впоследствии он записал ещё несколько песен, однако они не получили достаточного признания. Лишь «Âm thầm bên em» («Молча рядом с тобой») получила награду «Песня Года» на премии «Зеленая волна».
В июле 2015 года Шон Тунг выступил в Хошимине со своей шоу-программой «M-TP & Friends». 8 тысяч билетов на этот концерт было продано менее чем за 2 недели. Его концерт был высоко оценен на премии MTV Europe Music Awards, где Тунг получил награду «Лучшее выступление в Юго-Восточной Азии». С декабря 2015 по январь 2016 г. Шон Тунг находился в концертный туре, выступал в Ханое и Хошимине с программой «Первый полёт» (вьет. «Chuyến bay đầu tiên»). Сообщалось, что на первый концерт в рамках тура была продано только половина билетов. И хотя ряд критиков высоко оценили выступление певца, фанаты считали, что шоу получилось недостаточно зрелищным. Позже, Шон Тунг писал в своей автобиографии «Прикоснись к мечте» (вьет. Chạm tới giấc mơ) (2017), что этот тур был «незабываемым провалом» в его жизни.
В январе 2016 года он был вновь приглашён на шоу «Ремикс», однако в этот раз в качестве судьи . В апреле 2016 года Шон Тунг стал лауреатом музыкальной премии «Посвящение» (вьет. Giải thưởng Âm nhạc Cống hiến). Также он получил награду «Любимый артист» на ежегодной музыкальной премии «Zing Music Awards».
В августе 2016 года вновь разгорелся плагиат-скандал вокруг его сингла «Chúng ta không thuộc về nhau» («Мы не принадлежим друг другу»). Сингл был подвергнут критике за большое сходство с песней корейской поп-группы BTS «Fire». Несмотря на это, в конце 2016 года сингл «Chúng ta không thuộc về nhau» был признан самым популярным поисковым запросом во вьетнамском Google, а клип на эту песню стал «Самым популярным видео во Вьетнаме» по версии WebTVAsia Awards.
В декабре 2016 года в связи с творческими разногласиями с лейблом WePro после тура M-TP Ambition, Шон Тунг принял решение о прекращении сотрудничества с компанией. После расторжения контракта, певец основал свой собственный лейбл под названием M-TP Entertainment. В начале 2017 года в рамках своего лейбла Шон Тунг выпустил три сингла: «Lạc trôi» («Потерянный»), «Nơi này có anh» («Ты здесь») и «Bình yên những phút giây» («Спокойные моменты»). Критики охарактеризовали музыкальный клип на песню «Lạc trôi» («Потерянный»), как «игру на азиатских стереотипах», в связи с активным использованием в клипе атрибутики азиатской культуры (статуи драконов, императорских тронов и т. д.). Этот клип получил более 100 миллионов просмотров на YouTube. Музыкальное видео на песню «Nơi này có anh» («Ты здесь») также быстро стало популярным в YouTube. Этот сингл получил награду «Песня Года» в рамках премии «Зеленая волна», а клип на этот трек был назван «Лучшим музыкальным видео года» по версии WeChoice Awards.

### 2017 — настоящее время:m-tp M-TPиChạm tới giấc mơ
В октябре 2017 года Тунг появился в рекламе вьетнамского оператора сотовой связи Viettel. В этом же году певец выпустил первый сборник m-tp M-TP. В июне 2017 года Тунг исполнил 12-минутный сет Viral Fest Asia в Бангкоке, который получил широкую огласку, в этом же месяце певец провел второй концерт M-TP & Friends в Ханое. Он сыграл главную роль в короткометражном фильме Âm bản (2017), который был спонсирован компанией Oppo. 30 сентября Тунг выпустил автобиографию «Прикоснись к мечте» (вьет. Chạm tới giấc mơ), в которой подробно раскрывалась ранняя жизнь певца и период работы с Văn Production and WePro Entertainment, за исключением его споров вокруг его карьеры. Поклонники музыканта раскупили десять тысяч экземпляров книги в первые два дня. В этом же году Тунг получил премию Mnet Asian Music Award в номинации «Прорыв года», премию V Live Award в номинации «Лучшая звезда V-pop» и премию WeChoice Award в номинации «Прорыв года».
29 января 2018 года Шон Тунг M-TP попал в список выдающихся лиц Вьетнама в возрасте до 30 лет в области искусства (Forbes Vietnam 30 Under 30). В мае была выпущена композиция «Chạy ngay đi» («Беги сейчас»), которая ознаменовала возвращение певца на сцену после годичной паузы. Шон Тунг M-TP также выпустил клип на данную песню, который собрал 17,6 млн просмотров в первые 24 часа, а на канале певца, который существовал на тот момент уже 3 года, число подписчиков возросло до 3 млн, что является рекордным число для исполнителей жанра V-pop. 1 июля 2019 года певец выпустил совместный трек и клип на него вместе с американским рэп-исполнителем Snoop Dogg, который к декабрю 2019 года собрал почти 172 млн просмотров.

## Публичный имидж и достижения
Шон Тунг M-TP является одним из самых известных музыкальных исполнителей Вьетнама. В музыкальной среде его нередко называют «принцем вьетнамской поп-музыки»
Вьетнамское издание «Спорт и Культура» (вьет. Thể thao & Văn hóa) говорит о том, что именно смешение K-pop и собственного стилей в творчестве Тунга явилось причиной успеха артиста. Однако именно из-за активного использования K-pop-стиля в своих песнях Шон Тунг неоднократно подвергается критике и обвиняется в плагиате. Музыкальное сообщество по-прежнему сомневается в оригинальности его композиций, это накладывает отпечаток на его имидж в данной индустрии.
Шон Тунг M-TP был признан одним из десяти самых влиятельных людей во Вьетнаме в 2014 и 2017 годах и одним из пяти самых влиятельных артистов Вьетнама в 2015 году по версии WeChoice Awards.
В мае 2016 года президент США Барак Обама упомянул Шон Тунг M-TP в своей речи, посвящённой теме влияния социальных сетей на молодёжь, во время своего визита во Вьетнам. Речь была представлена на форуме молодых лидеров Юго-Восточной Азии «Реальная инициатива» в Хошимине.
Шон Тунг M-TP три раза подряд попадал в «топ — 5 любимых исполнителей во Вьетнаме» по версии музыкального чарта «Зелёная волна».
Шон Тунг M-TP неоднократно признавался «иконой моды» во Вьетнаме, несмотря на то, что его стиль во многом схож со стилем южнокорейского музыканта G-Dragon и участников южнокорейской K-pop группы Big Bang. В 2017 году модный журнал Elle Vietnam вручил Шон Тунгу награду «самый стильный исполнитель».
Шон Тунг M-TP сотрудничает со многими брендами (в основном, по вопросам рекламы). Так, он является лицом бренда Oppo. В июне 2017 года Шон Тунг M-TP провел коллаборацию с компанией Oppo и выпустил совместную серию мобильных телефонов. Линейка получила название «Sơn Tùng M-TP Limited Edition F3».

## Дискография

### Сборники
| Название  | Детали | Продажи     |
| --------- | --- | ----------- |
| m-tp M-TP | - Релиз: 1 апреля, 2017 - Лейбл: M-TP Entertainment - Формат: USB flash drive, digital download, online streaming | - VN: 1,000 |

### Синглы

#### Как ведущий артист
| Название                                         | Год  | Ссылка |
| ------------------------------------------------ | ---- | ------ |
| «Cơn mưa ngang qua»                              | 2012 | [ 75 ] |
| «Nắng ấm xa dần»                                 | 2013 |        |
| «Đừng về trễ»                                    | 2013 |        |
| «Em của ngày hôm qua»                            | 2013 |        |
| «Chắc ai đó sẽ về»                               | 2014 |        |
| «Không phải dạng vừa đâu»                        | 2015 |        |
| «Thái Bình mồ hôi rơi»                           | 2015 |        |
| «Khuôn mặt đáng thương»                          | 2015 |        |
| «Tiến lên Việt Nam ơi»                           | 2015 |        |
| «Ấn nút nhớ… Thả giấc mơ»                        | 2015 |        |
| «Âm thầm bên em»                                 | 2015 |        |
| «Buông đôi tay nhau ra»                          | 2015 |        |
| «Remember Me»                                    | 2015 |        |
| «Như ngày hôm qua»                               | 2015 |        |
| «Một năm mới bình an»                            | 2016 |        |
| «Chúng ta không thuộc về nhau»                   | 2016 |        |
| «Lạc trôi»                                       | 2016 |        |
| «Nơi này có anh»                                 | 2017 |        |
| «Bình yên những phút giây»                       | 2017 |        |
| «Remember Me (SlimV 2017 Mix)» (with Slimv)      | 2017 |        |
| «Lạc trôi (Triple D Remix)» (featuring Triple D) | 2017 | [ 76 ] |
| «Run Now»                                        | 2018 |        |
| «Run Now (Onionn Remix)»                         | 2018 |        |
| «You of Yesterday»                               | 2018 | [ 77 ] |
| «Nắng ấm xa dần (Onionn Remix)»                  | 2019 |        |
| «Give It to Me» (featuring Snoop Dogg)           | 2019 | [ 78 ] |
| «Có chắc yêu là đây»                             | 2020 |        |
| «Chúng ta của hiện tại»                          | 2020 |        |
| «Skyler»                                         | 2021 |        |
| «Muộn rồi mà sao còn»                            | 2021 |        |
| «There’s No One at All»                          | 2022 |        |
| «Chúng ta của tương lai»                         | 2024 |        |

#### Как приглашённый артист
| Название                                        | Год  | Ссылка |
| ----------------------------------------------- | ---- | ------ |
| «Sống như những đóa hoa» (with various artists) | 2014 |        |
| «Gia đình tôi chọn» (with various artists)      | 2017 |        |

## Концерты и туры
- M-TP Ambition — Chuyến bay đầu tiên (2015—2016)
- Sky Tour (2019)

## Комментарии
1. ↑  "You of Yesterday" is an alternative version to the m-tp M-TP 's remix of "Em của ngày hôm qua". The new version's lyrics are mostly in English.